# Sumida Triphony Hall
Le Sumida Triphony Hall (すみだトリフォニーホール, Sumida Torifonī Hōlu) est une salle de concert située dans l'arrondissement de Sumida, à Tokyo, au Japon. Ouverte en 1997, elle possède deux auditorium : la salle principale avec 1 801 places et la petite salle avec 252 places. La salle est le berceau du nouvel orchestre philharmonique du Japon. L'agence Nikken Sekkei en est l'architecte, et l'environnement sonore est réalisé par la société Nagata Acoustics, qui a essayé leur concept sur une maquette au 1:10.

## Source de la traduction
- (en) Cet article est partiellement ou en totalité issu de l’article de Wikipédia en anglais intitulé « Sumida Triphony Hall » (voir la liste des auteurs).